# Federação Comunista Antiparlamentar
A Federação Comunista Antiparlamentar foi um grupo comunista da Grã-Bretanha fundado pelo grupo em torno do jornal Spur de Guy Aldred - a maioria membros da Liga Comunista - em 1921.
O grupo enviou delegados para o Terceiro Congresso do Comintern, mas se recusou a se juntar ao Partido Comunista da Grã-Bretanha nas bases de um parlamentarismo que objetivava ainda se juntar com o Partido Trabalhista. Mais tarde a APCF (Anti-Parliamentary Communist Federation como é denominada originalmente) se declarou contrária ao leninismo que teria distorcido qualquer avanço feito pela Revolução de Outubro.
O grupo então começou a publicar Commune com contribuições da esquerda comunista européia e se direcionou em favor do comunismo conselhista. Aldred saiu do grupo em 1933 argumentando que o parlamentarismo havia terminado e que, portanto, não haveria mais razão num grupo antiparlamentar. Mais tarde fundou o Movimento Socialista Unificado.
Seguindo cada vez mais uma orientação anarco-comunista, o grupo apoiou a Frente Popular da Espanha trabalhando com o Freedom, mas alguns anarquistas se dividiram e o grupo adotou uma visão mais crítica em relação à CNT. Em 1941 o grupo se renomeou para Liga Revolucionária dos Trabalhadores.
A liga se opôs à 2ª Guerra Mundial, durante a qual publicou o periódico Solidarity, mas dissolveu-se em 1945 quando a insurreição revolucionária que eles previram falhara. Alguns membros mais antigos fundaram o Forum Aberto dos Trabalhadores para continuar a atividade política. Esta iniciativa continuou até fins da década de 1950.